# Romeo Grbavac
Romeo Grbavac (* 4. September 1994 in Makarska) ist ein kroatischer Dartspieler.

## Karriere
Romeo Grbavac erreichte 2020 bei seinem ersten WDF-Turnier, dem Romanian Classic die Runde der Letzten 32. Zwei Jahre später nahm er am WDF Europe Cup teil, wo er zunächst den Griechen Konstantinos Kotronis besiegte, ehe er gegen den Niederländer Danny van Trijp ausschied. Beim World Masters scheiterte er in der Gruppenphase. Am Ende des Jahres spielte er den PDC Eastern Europe Qualifier für den PDC World Darts Championship 2023. Jedoch konnte er sich nach einer Niederlage im Viertelfinale gegen Rusty-Jake Rodriguez nicht für die Weltmeisterschaft qualifizieren. In der DDV Bundesliga spielte Grabavac beim DC Dartmoor Darmstadt. Zu Beginn des Jahres 2023 nahm Grbavac an der PDC Qualifying School teil, konnte allerdings die First Stage nicht überstehen. Auf der PDC Challenge Tour 2023 erreichte er einmal ein Achtelfinale und wurde dadurch für den World Cup of Darts 2023 nominiert. Zusammen mit Boris Krčmar erreichte er das Achtelfinale. Dort musste sich das Doppel den Australiern Damon Heta und Simon Whitlock knapp mit 6:8 geschlagen geben.
Auch 2024 konnte Grbavac sich keine Tour Card bei der PDC Qualifying School sichern. Wenig später erreichte er auf der PDC Challenge Tour erstmals ein Viertelfinale. Im Februar gab Grbavac dann sein Debüt auf der European Tour. Als Sieger des East Europe Qualifier qualifizierte er sich für die Belgian Darts Open. Dies gelang ihm auch beim European Darts Grand Prix und den Austrian Darts Open. Bei allen drei European-Tour-Turnieren schied er jedoch in der 1. Runde aus. Im März spielte Grbavac in Hildesheim als Nachrücker seine ersten Players Championships. Dabei erreichte er einmal die zweite Runde. Beim World Cup of Darts 2024 ging er erneut mit Boris Krčmar für Kroatien an den Start. Das Duo erreichte das Viertelfinale, wo der Decider gegen Österreich verloren ging. Im Oktober gelang Grbavac beim World Masters der Einzug ins Achtelfinale. Einen Monat später gewann er eine Woche bei der Modus Darts Super Series. Im November siegte Grbavac beim PDC East Europe Qualifier und qualifizierte sich damit für die PDC World Darts Championship 2025. Ihm gelang gegen Callan Rydz jedoch nur der Gewinn von zwei Legs, sodass er mit 0:3 in Sätzen ausschied.
Er nahm daraufhin auch an der European Q-School teil. Insgesamt gewann er dabei vier Spiele, holte aber nur einen Punkt für die Rangliste und schied somit in der First Stage aus.

## Weltmeisterschaftsresultate

### PDC
- 2025: 1. Runde (0:3-Niederlage gegen  Callan Rydz)